# Berlepsch
Der Berlepsch, Freiherr von Berlepsch oder Goldrenette Freiherr von Berlepsch ist eine Sorte des Kulturapfels (Malus domestica).

## Beschreibung
Der Berlepsch ist eine alte Apfelsorte: Er wurde 1880 von Diedrich Uhlhorn junior gezüchtet und gilt als eine seiner besten Apfelsorten. Benannt wurde sie nach dem damaligen Düsseldorfer Regierungspräsidenten Hans Hermann Freiherr von Berlepsch.
Er ist ein Tafelapfel (also für den Rohverzehr bestimmt), der seine geschmacklichen Qualitäten monatelang hält. Der Geschmack des festen, gelblich-weißen Fruchtfleisches ist „sehr saftig, erfrischend, außerordentlich kräftig gewürzt“. Mit seinem hohen Vitamin-C-Gehalt von 23,5 mg je 100 g gehört der Berlepsch zu den zehn Apfelsorten mit den höchsten Vitamin-C-Anteilen. Die Früchte sind mittelgroß: 5–6 cm hoch und 6–7 cm breit. Ihre Grundfarbe ist grünlich-gelb bis gelb, die Deckfarbe geht bis ins Braunrote. Auffällig ist die Marmorierung, die zahlreichen hellbraunen Punkte (Lentizellen) auf der Schale sind jedoch eher unscheinbar. Es existiert eine stärker rot gefärbte Mutante, der „rote Berlepsch“.
Im Anbau gedeiht er am besten in sehr milden Lagen; in ungünstigen Lagen ist der Baum anfällig für Obstbaumkrebs, Spitzendürre (Monilia) sowie Kragenfäule. Anfangs hat er eine starke Baumentwicklung, so dass jährlicher Schnitt notwendig ist. Die Blütezeit ist von Ende April bis Mitte Mai und somit spät und lang anhaltend. Die Erntereife der Äpfel beginnt Ende September bis Mitte Oktober. Die Genussreife läuft von Anfang Januar bis Ende März.

## Galerie

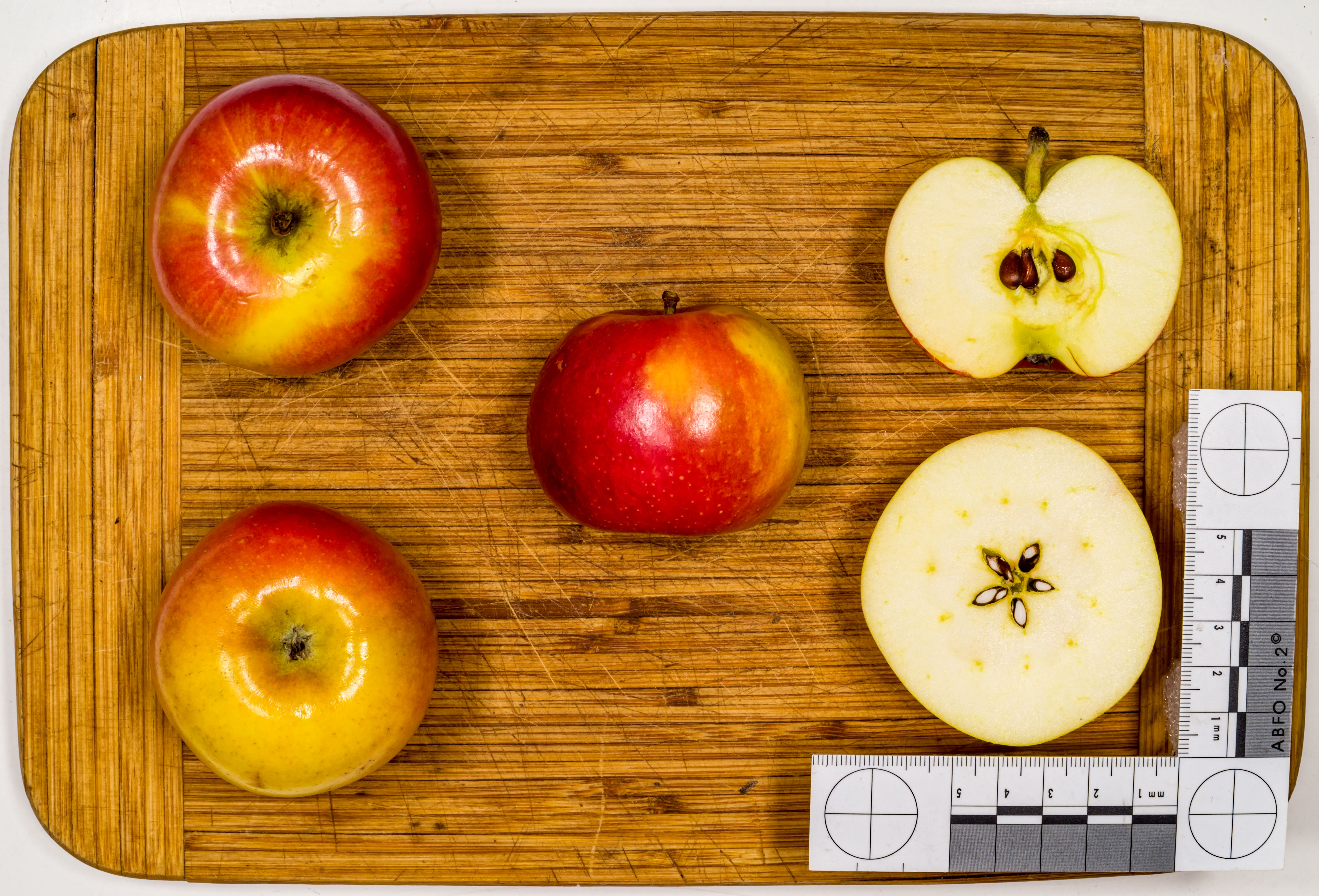
Ansicht der Frucht
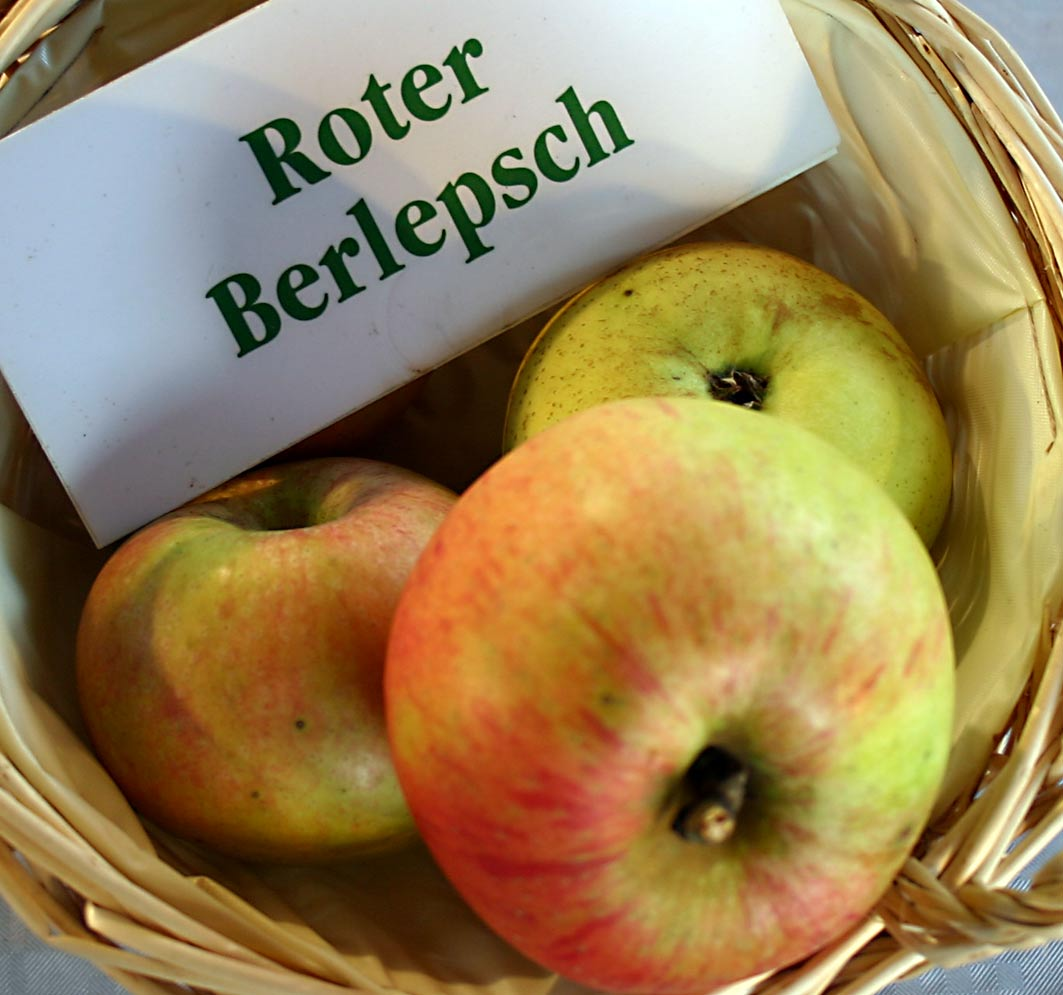
Roter Berlepsch
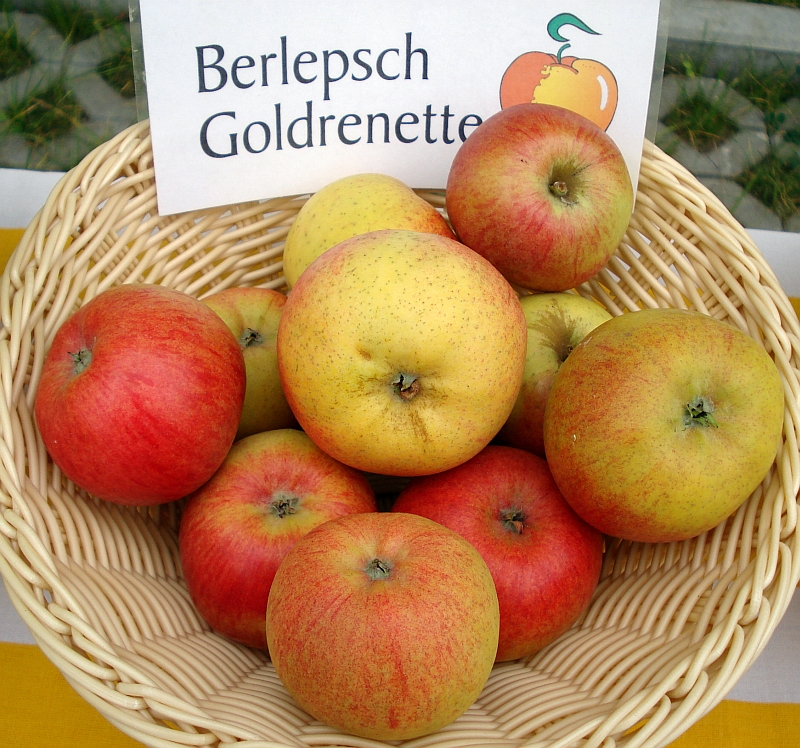
Sortenkorb mit Berlepsch Goldrenetten